# 1998年チェコ議会下院選挙
1998年チェコ議会下院選挙（1998ねんチェコぎかいかいんせんきょ）は、中欧地域に位置するチェコ共和国の立法府下院である代議院を構成する議員を全面改選するため、1998年6月19日と翌20日の二日間にかけて投票が行われた選挙である。

## 選挙制度の概要
下院選挙における制度の概要を説明する。
- 制度：比例代表制
  - 拘束名簿式。但し、投票者は選択した政党名簿に記載されている候補者中4名までに選好投票をすることが可能。総投票数の内、10％以上を得た候補者は候補者名簿の一位に変更される。議席配分は変更された候補者名簿に基づいて決定される。
  - 議席配分はハーゲンバッハ・ビショップ方式で行われる。
    - 第1段階集計：選挙区毎にハーゲンバッハ・ビショップ方式で集計し、議席配分
    - 第2段階集計：第1段階で使用されなかった各党の得票を集め、全国1選挙区で集計する。そして、第1段階と同一方式で残りの議席を配分。
- 選挙区：全国を8つの選挙区に分割し、200議席を選挙区に配分する。
- 阻止条項：全国集計で5％以上の得票を得た政党のみに議席配分。複数政党による連合名簿に対しては、2政党の場合で7％、3政党で9％、4政党以上では11％以上と、より阻止条項ラインを高くしている。
- 参政権
  - 選挙権：18歳以上のチェコ共和国市民
  - 被選挙権：21歳以上のチェコ共和国市民

## 主要政党
主な政党について紹介する（前回選挙で5％以上の得票を得て議席を獲得し、かつ今回の選挙でも候補を擁立した政党が対象）。
チェコ社会民主党。ČSSD（Česká strana sociálně demokratická）
社会民主主義を志向する中道左派政党。前回選挙（1996年）では第2党となった。
市民民主党。ODS（Občanská demokratická strana）
ビロード革命を主導した市民フォーラム内の自由主義派が、1991年に結成した中道右派政党。1992年の国民評議会選挙以降、議会第1党として政権を維持していた。しかし、前年の経済危機とODS内の政治資金スキャンダルで政権対立が強まり、クラウス政権は辞職に追い込まれた。また、同党における主導権争いに敗れた反主流派は、ODSを離党して自由連合（Unie svobody：US）を結成した。
ボヘミア・モラビア共産党。KSČM（Komunistická strana Čech a Moravy）
チェコスロバキア共産党のチェコ地域における下部組織として1990年に発足。共産主義政党。
キリスト教民主連合-チェコスロバキア人民党（KDU-ČSL）
1919年に結成されたチェコスロバキア人民党（ČSL）が、民主化後の1992年に現在の政党名に改めたものである。
共和国連盟-チェコスロバキア共和党。SPR-RSČ（Sdružení pro republiku - Republikánská strana Československa）
1990年2月に設立大会を開いて結成された民族ナショナリズム政党。1996年下院選挙で議席を得た。

## 選挙結果
投票日：1998年6月19日～20日
| 登録有権者数 | 8,116,836 |
| 投票者数     | 6,008,926 |
| 投票率       | 74.03%    |
| 投票数       | 5,994,844 |
| 有効票数     | 5,969,505 |
| 有効投票率   | 99.58%    |

| 党派                                              | 得票数    | 得票率 | 議席数 | 議席率 |
| ------------------------------------------------- | --------- | ------ | ------ | ------ |
| チェコ社会民主党 ČSSD                             | 1,928,660 | 32.31  | 74     | 37.0   |
| 市民民主党 ODS                                    | 1,656,011 | 27.74  | 63     | 31.5   |
| ボヘミア・モラビア共産党 KSČM                     | 658,550   | 11.03  | 24     | 12.0   |
| キリスト教民主連合-チェコスロバキア人民党 KDU-ČSL | 537,013   | 9.00   | 20     | 10.0   |
| 自由連合 US                                       | 513,596   | 8.60   | 19     | 9.5    |
| 共和国連盟-チェコスロバキア共和党 SPR-RSČ         | 232,965   | 3.90   | 0      | 0.0    |
| DZJ（Důchodci za životní jistoty）                | 182,900   | 3.06   | 0      | 0.0    |
| その他の政党及び連合名簿                          | 260,098   | 4.35   | 0      | 0.0    |
| 合計                                              | 5,969,505 |        | 200    |        |

出典：Volby do Poslanecké sněmovny Parlamentu České republiky konané ve dnech 19. - 20.6.1998
Celkové výsledky hlasování
Počet mandátů přidělených v I. skrutiniu
注：有効得票が2％に満たなかった政党及び連合名簿については「その他の政党及び連合名簿」として一括掲載。